# Ferrières-sur-Sichon
Ferrières-sur-Sichon – miejscowość i gmina we Francji, w regionie Owernia-Rodan-Alpy, w departamencie Allier.

## Demografia
Według danych na rok 1990 gminę zamieszkiwały 632 osoby, a gęstość zaludnienia wynosiła 16 osób/km². W styczniu 2015 r. Ferrières-sur-Sichon zamieszkiwało 577 osób, przy gęstości zaludnienia wynoszącej 14,6 osób/km².